# Directeur général du Centre national de la recherche scientifique
La fonction de directeur général du Centre national de la recherche scientifique est une fonction qui a existé au CNRS, un organisme de recherche français, entre 1939 et sa fusion avec celle de président du CNRS en 2010.

## Directeurs successifs du CNRS
| Dates de début du mandat                                                              | Dates de fin de mandat | Occupant                |
| Directeurs                                                                            | Directeurs             | Directeurs              |
| ------------------------------------------------------------------------------------- | ---------------------- | ----------------------- |
| 1939                                                                                  | 1940                   | Henri Laugier           |
| juin 1940                                                                             | août 1940              | Jean Mercier            |
| 1940                                                                                  | 1943                   | Charles Jacob           |
| 1943                                                                                  | 20 août 1944           | Charles Jacob (à Paris) |
| 1943                                                                                  | 20 août 1944           | Henri Laugier (à Alger) |
| 20 août 1944                                                                          | 3 février 1946         | Frédéric Joliot         |
| 4 février 1946                                                                        | 27 janvier 1950        | Georges Teissier        |
| janvier 1950                                                                          | 1957                   | Gaston Dupouy           |
| Directeur général                                                                     |                        |                         |
| 1957                                                                                  | 1962                   | Jean Coulomb            |
| 1962                                                                                  | 1969                   | Pierre Jacquinot        |
| 1969                                                                                  | 1973                   | Hubert Curien           |
| 1973                                                                                  | 1976                   | Bernard P. Gregory      |
| 1976                                                                                  | 1979                   | Robert Chabbal          |
| 1979                                                                                  | 1981                   | Jacques Ducuing         |
| 1981                                                                                  | 1982                   | Jean-Jacques Payan      |
| 1982                                                                                  | 1986                   | Pierre Papon            |
| 1986                                                                                  | 1988                   | Serge Feneuille         |
| 1988                                                                                  | 18 juillet 1994        | François Kourilsky      |
| 19 juillet 1994                                                                       | 19 juillet 1997        | Guy Aubert              |
| 19 juillet 1997                                                                       | 2000                   | Catherine Bréchignac    |
| 2000                                                                                  | 1er août 2003          | Geneviève Berger        |
| 1er août 2003                                                                         | janvier 2006           | Bernard Larrouturou     |
| 18 janvier 2006                                                                       | 20 janvier 2010        | Arnold Migus            |
| Fusion avec la fonction de Président du Centre national de la recherche scientifique. |                        |                         |

## Sources